# Michael Fincke
Edward Michael "Mike" Fincke (Pittsburgh, Pensilvania, 14 de marzo de 1967) es un oficial de la Fuerza Aérea de los Estados Unidos y un astronauta de la NASA, que ha viajado dos veces a la Estación Espacial Internacional como ingeniero de vuelo y comandante. 
Fincke ha pasado 382 días en el espacio, colocándolo como el segundo astronauta estadounidense que más tiempo ha pasado en el espacio, detrás de Peggy Whitson. Realizó nueve paseos espaciales; tanto con trajes espaciales rusos Orlan, como con los estadounidenses EMU.

## Vida privada
Fincke está versado en japonés y ruso. Está casado con Renita Saikia, y juntos tiene tres hijos; Chandra, Tarali, y Surya.